# Kungsvråk
Kungsvråk (Buteo regalis) är en nordamerikansk fågel i familjen hökar. Fågeln påträffas på prärier och slätter från södra Kanada till norra Mexiko. Där tros den öka i antal. Den är störst i sitt släkte. 

## Utseende och läten
Kungsvråken är den största Buteo-vråken, med en kroppslängd på 50–66 cm och vingbredden 134–152 cm. Den har ett brett huvud, kraftig näbb, djupt gap, långa, rätt spetsiga vingar och likt fjällvråken befjädrade ben med stora fötter. I flykten har den rätt grunda och stela vingslag och kretsar med vingarna resta.
Fjäderdräkten är vanligen mycket ljus, med rostfärgad eller brunaktig ovansida och snövit undersida, runt benen mörkare rostrött, och ljus stjärt. En viss andel, cirka tio procent, är istället helmörka men har fortfarande mycket ljus stjärt och vita vingpennor. Lätet är en melankolisk vissling, i engelsk litteratur återgiven "k-hiiiiiw", mörkare och mjukare än andra vråkar.

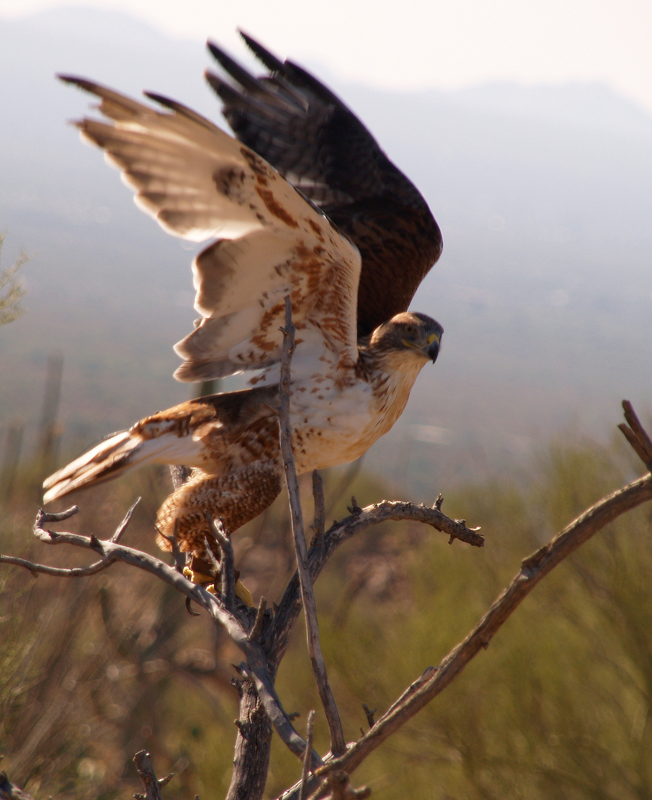

## Utbredning och systematik
Kungsvråken förekommer på prärier och slätter från södra Kanada till norra Mexiko, från södra Alberta till sydästra Manitoba och söderut genom västcentrala USA till Arizona, New Mexico och nordvästra Texas, vintertid till norra Mexiko (Baja California, Sonora, Durango och Coahuila), oregelbundet även till centrala Mexiko. Den behandlas som monotypisk, det vill säga att den inte delas in i några underarter.

## Levnadssätt
Fågeln hittas i arida gräsmarker och andra trädlösa områden där den olikt andra vråkar ofta sitter på marken. Den ses vanligen enstaka, jagande från luften eller en sittplats efter små däggdjur. Arten inleder häckningen mellan mars och maj, i Kanada cirka två veckor senare än längre söderut.

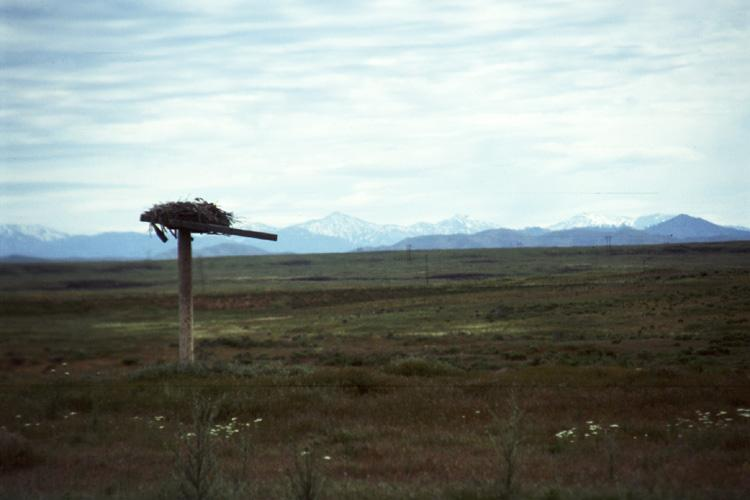
Boplattform.

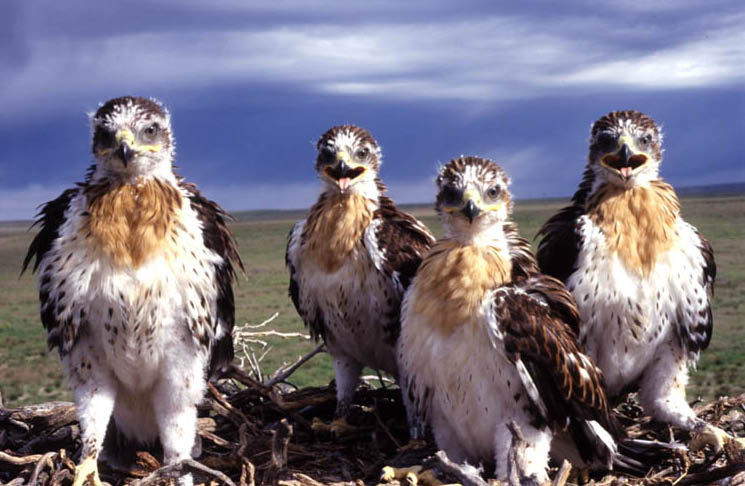
Kungsvråksungar i boet.

## Status och hot
Arten har ett stort utbredningsområde och en stor population, och tros öka i antal. Utifrån dessa kriterier kategoriserar internationella naturvårdsunionen IUCN arten som livskraftig (LC). Världspopulationen uppskattas till 80 000 häckande individer.